# Гореловка (Смоленская область)
Гореловка — бывшая деревня в Хиславичском районе Смоленской области России, существовавшая между 1904 и 1974 гг.
Находилась в 2,5 верстах западнее современной деревни Гороватка и в 1 версте южнее Большое Шкундино.

## История
До революции относилась к Мстиславскому уезду Могилёвской губернии. В 1919 году вошла в состав Смоленской губернии (сначала в составе Мстиславского уезда, а позже Хиславичского района). Относилась к Гор-Будянскому с/с (центр - д.Гороватская Буда).
В 1978 году деревни уже не существовало, в справочнике отмечено, что она числилась в списках только до 1974 года.
В 1993 году деревня считалась, как прекратившая существование деревня Микшинского сельсовета Хиславичского района.